# Влодзімеж Ольшевський (хокеїст)
Влодзімеж Здзіслав Ольшевський (пол. Włodzimierz Zdzisław Olszewski; 12 січня 1956, Гданськ) — польський хокеїст, олімпієць.
Грав на позиції воротаря. У 1980-1984 рр. грав за польську збірну (35 матчів). 1984 року брав участь у Зимових Олімпійських іграх в Сараєво, а також 1982 і 1983 рр. у чемпіонаті світу групи B.
Був гравцем хокейних клубів «Сточньовець» і «Заглемб'є». З останнім клубом 5 разів ставав чемпіоном Польщі (у 1980, 1981, 1982, 1983 і 1985 роках).
Після завершення кар'єри став тренером.

## Нагороди
- Срібний Хрест Заслуги (2005)[1]